# 黑尔佳·哈泽
黑尔佳·哈泽（德語：Helga Haase，1934年6月9日—1989年6月16日），德国女子速度滑冰运动员。她曾代表德国联队获得1960年冬季奥运会速度滑冰比赛女子500米金牌和1000米银牌。